# Trollhunters
Trollhunters ist ein Fantasy-Roman des mexikanischen Regisseurs und Autors Guillermo del Toro und des US-amerikanischen Schriftstellers Daniel Kraus. Das Buch wurde erstmals am 7. Juli 2015 durch Disney-Hyperion herausgegeben und enthält Illustrationen von Sean Murray. Die deutsche Übersetzung stammt von Felix Mayer und erschien am 31. Oktober 2016 beim Heyne Verlag. Neben der Textausgabe ist der Roman auch als Hörbuch verfügbar. Die deutsche Fassung wird von Patrick Bach gelesen.
Am 5. Januar 2016 gab Netflix und DreamWorks Animation bekannt, dass sie an einer Adaption zu einer Animationsserie arbeiten würden. Die erste der insgesamt drei Staffeln der gleichnamigen Serie wurde am 23. Dezember 2016 weltweit veröffentlicht. Die dritte und finale Staffel erschien am 25. Mai 2018.

## Inhalt

### Prolog: Die Milchkartonepidemie
Es war der 21. September 1969, als sich Jack und sein jüngerer Bruder Jim wieder einmal eine Verfolgungsjagd mit ihren Fahrrädern durch den Kanal der Holland Transit Bridge lieferten. Es war vermutlich der letzte Tag des Sommers und eigentlich durften die beiden, so kurz vor Sonnenuntergang, gar nicht mehr draußen sein, denn in ihrer Heimatstadt San Bernardino sind seit etwa einem Jahr immer wieder Kinder spurlos verschwunden. Am Anfang hatte man noch gezielt nach einzelnen Kindern gesucht, doch in der Zwischenzeit waren es einfach zu viele. Aber heute war Jacks Geburtstag und so machten ihre Eltern eine Ausnahme.
Jack war bei dem Rennen wie immer überlegen. Jim hingegen hatte Mühe, überhaupt mit seinem Bruder mitzuhalten, und als er ihn kurz aus den Augen verlor, um mit voller Kraft in die Pedale zu treten, war Jack plötzlich verschwunden. Kurz vor dem Brückenbogen brachte Jim sein Rad zum Stehen, doch er sah nur Jacks Fahrrad mit drehenden Rädern am Boden liegen. Jim hielt das Ganze erst für einen blöden Scherz und rief nach seinem Bruder, doch es war kein Laut von Jack zu hören. Voller Furcht machte sich Jim auf den Weg in das Dunkle unter der Brücke. Als er schließlich nach oben schaute, starrten ihn zwei orangefarbene Augen an und zwei mächtige Pranken versuchten, ihn zu packen. Doch Jim schrie auf und nutzte die kurze Irritation des Monsters, um auf sein Fahrrad aufzusteigen und so kräftig in die Pedale zu treten, wie er nur konnte. Er spürte, wie er verfolgt wurde und trat immer stärker und schneller, bis er schließlich zu Hause angekommen war. Jim war von Tränen überströmt und schrie immer noch, bis er seine Brille wieder aufsetzte und feststellte, dass das Monster verschwunden war. Gleichzeitig begann Jim langsam zu realisieren, dass er seinen Bruder wohl nie wieder sehen wird.
In der Zwischenzeit sind 45 Jahre vergangen. Jims Sohn, James „Jim“ Sturges Jr., ist 15 Jahre alt, als er diese Geschichte das erste Mal von seinem Vater hört. Jack war damals das letzte Kind, welches in der sogenannten Milchkartonepidemie verschwunden war.

### Erster Teil: In die Tiefe
Jim lebte alleine mit seinem Vater in einem Haus, welches mit den stählernen Rollläden, der Alarmanlage, den Überwachungskameras und den 10 Türschlössern aber eher einer Festung glich. Seine Mutter hatte die beiden schon vor ein paar Jahren verlassen, da sie die ständige Unsicherheit von Jims Vater nicht mehr aushielt.
Es war Freitag und der letzte Tag, bevor die Stadt ab morgen mit dem Fest der Gefallenen Blätter für eine Woche in eine Art Ausnahmezustand geraten würde. Jim war gerade an der San Bernardino High angekommen, als er erfährt, dass sein bester Freund Tobias „Tubby“ Dershowitz, genannt Tub, von Steve Jorgensen-Warner, dem Kapitän der Basketballmannschaft und Star der Footballmannschaft, schikaniert wird. Jim hätte gerne den Mut gehabt, ihm zu helfen, doch letztlich kam er selbst ins Visier von Steve.
Nach dem Sportunterricht war auch die Schule für diese Woche zu Ende. Draußen angekommen, wurden die beiden von ein paar Mädchen abgefangen, welche sie zum Vorsprechen für Romeo und Julia, welches nächsten Freitag als Abschluss des Stadtfests aufgeführt werden sollte, einluden. Eines der Mädchen war Claire Fontaine, die erst seit einem halben Jahr an der Schule war und, zu mindestens für Jim, wohl das coolste Mädchen der ganzen Schule war. Jim und Tub nahmen die Einladung an und schlichen über den Parkplatz, um nicht von Steve entdeckt zu werden. Gerade als sich Jim zwischen zwei parkenden Autos versteckte, sah er, wie eine Pranke aus einem Gullydeckel herauskam und versuchte, ihn zu packen. Als das Auto schließlich wegfuhr, holte er Tub zu sich, um ihm zu zeigen, was er entdeckt hatte, doch es war nichts mehr zu sehen.
Den Rest des Abends verbrachte Jim in seinem Zimmer, um das Internet nach Beweisen für das heute Erlebte zu durchsuchen. Nachdem er aber außer ein paar äußerst fragwürdigen Videos nichts gefunden hatte, beschloss Jim, schlafen zu gehen. Doch plötzlich sah Jim zwei große rote Lichter. Erst vermutete er, dass es die Kontrolllampen der Alarmanlagen wären, doch die Lichter bewegten sich und schließlich waren acht Augen zu erkennen. Voller Angst erhellte Jim sein Zimmer, doch es war nichts zu sehen. Anschließend öffnete er noch seinen Schrank, da er als Kind immer dachte, dass sich dort die Monster verstecken würden, aber auch dort war nichts zu sehen. Doch dann schossen zwei mächtige Pranken unter seinem Bett hervor und packten ihn.

### Zweiter Teil: Das Vermächtnis von Killaheed
Als Jim wieder zu sich kam, fand er sich auf einem Haufen mit dreckigem Stroh wieder. Jim stand auf und lief durch die unterirdischen Gänge, bis er in einer Höhle mit lauter Kinderspielzeug ankam, wo er zunächst dem Monster mit den acht leuchtenden Augen und schließlich dem Monster mit den mächtigen Pranken begegnete. Ein Mann mit zwei Schwertern und einer Rüstung aus diversen Metallteilen und alten Kinderspielsachen kam hinzu und erklärte Jim, dass es sich bei den beiden um die Trolle Blinky und ARRRGH!!! handeln würde, und er ihm zuhören solle, da sie keine Zeit hätten. Doch Jim hörte nicht auf ihn und lief weg.
Nachdem es den Trollen und dem Mann gelungen war, Jim einzuholen, drohte er Jim nicht zu fliehen, da sie sonst jede Nacht wieder kommen würden. Doch Jim rettete sich in die ersten Sonnenstrahlen, die gerade in die Höhe hereintraten und vor denen die Trolle scheinbar Angst hatten. Jim wurde schwarz vor Augen und im nächsten Moment fand er sich zu Hause in seinem Bett wieder. Doch das Medaillon, welches der Mann ihm zuvor noch geben wollte, lag neben ihm auf der Decke.
In der Zwischenzeit war es Morgen geworden. Jim ging zunächst unter die Dusche, hing sich das Medaillon um, um sich zu beweisen, dass es nur ein Stück Metall sei, und ging dann direkt zu Tub, um ihm von dem Ereignis der letzten Nacht zu erzählen. Doch Tub glaubte Jim kein Wort und hielt das Ganze nur für einen verrückten Traum. Schließlich konnte Jim Tub aber doch noch überzeugen, mit ihm eine Nacht lang Wache zu halten.
Am Mittag fand dann das Vorsprechen für Romeo und Julia statt. Da Jim der Letzte war und keine Mädchen mehr übrig waren, musste er mit Claire vorsprechen. Claire hatte ihre Rolle als Julia bereits sicher und konnte ihren Text auswendig, blickte aber immer wieder zu Steve, der auf dem Footballplatz nebenan trainierte. Jim hingegen war zunächst äußerst unsicher. Doch plötzlich konnte er Romeos Schmerz fühlen und sprach seinen Text ebenfalls auswendig, woraufhin auch Claires Aufmerksamkeit zurückkam und er die Rolle erhielt.
Auf dem Heimweg nahmen Jim und Tub die Abkürzung durch das städtische Museum. Diese hatten sie bereits öfter genutzt, doch heute war es anders als sonst. Im Sal-K.-Silverman-Atrium war die komplette Belegschaft mit dem Aufbau der neuesten Errungenschaft des Museums, der Killaheed Brücke, beschäftigt. Jim erkannte die Brücke sofort wieder. Er hatte sie zuvor bereits auf einer Darstellung in der Höhle gesehen. Doch der Brücke fehlte noch der Schlussstein in der Mitte. Wie Jim und Tub erfuhren, würde dieser aber erst nächsten Freitag ankommen.
Zu Hause angekommen, bereiten sich Jim und Tub auf die Nacht vor. Erst suchten sie Jims Zimmer nach Beweisen ab, bastelten eine Puppe als Köder, bauten Tubs Babykamera auf und versteckten sich schließlich im Schrank. Gerade als er Mitternacht war, hörte Jim die ersten Geräusche. Bewaffnet mit einem Baseballschläger und einer Bogenausrüstung machten sie sich auf den Weg in die Küche, aus der die Geräusche kamen. Dort angekommen, beschlossen die beiden, zum Angriff überzugehen, welche ab kurzerhand von dem Metallmann abgewehrt wurden. Doch nun erkannte Jim, wer der Mann war. Es war Jack, sein seit 1969 vermisster Onkel. Jack war um kein Jahr gealtert und als er entdeckte, dass Jim das Medaillon trug, drehte er an einem der darauf befindlichen Schwerter, woraufhin Jim nun auch die Trolle verstehen konnte. Blinky entschuldigte sich zunächst bei Jim, dass sie keinen zweiten Übersetzungsapparat für Tub hätten und erklärte ihm, dass Jack seit 45 Jahren bei ihnen sei und sich den Respekt der Trolle erlangt hat, sie aber jetzt gemeinsam auf die Jagd gehen müssten.

### Dritter Teil: Die Trolljäger
Während sich Jim, Tub, Jack und die beiden Trolle auf den Weg zu ihrer ersten gemeinsamen Jagd machten, erfährt Jim, dass er aus einer Kriegerfamilie stammt und dass Blinky und ARRRGH!!! Jack damals gezielt entführt hatten, da sie Hilfe beim Kampf gegen Gunmar, einen bösen Troll, für den damals auch die Kinder entführt wurden, brauchten. Bei dem Kampf damals gelang es Jack, Gunmar zu verbannen, doch seit einiger Zeit scheint er wieder stärker zu werden, was wohl vor allem an dem Wiederaufbau der Killaheed Brücke, dem Stammsitz von Gunmars Familie, lag. Da aber die friedlichen Trolle, die in San Bernardino lebten, nicht an Gunmars Rückkehr glaubten, brauchte Jack nun die Unterstützung von Jim.
In Del La Rosa, einem Vorort von San Bernardino, angekommen, erhielt Jim zunächst zwei Schwerter und Jack begann ihm verschiedene Kampfregeln und Schwerttechniken zu lehren. Als ARRRGH!!! die ersten Nullhuller, das sind Trolle, die Babys durch ihresgleichen ersetzen, witterte, machten sie sich auf den Weg. Jack, Blinky und ARRRGH!!! gingen in das Haus, um die Trolle zu töten, während Jim darauf achten sollte, dass keiner von ihnen entkommen konnte. Doch als Jim hörte, dass im Kinderzimmer Panik ausbrach, ging auch er ins Haus, wodurch es dem letzten Nullhuller aber gelang zu entkommen.
Am nächsten Morgen unterhielten sich Jim und Tub über die Ereignisse der letzten Nacht. Während Jim am liebsten gar nichts mit alledem zu tun gehabt hätte, sah Tub darin so etwas wie Hoffnung für sein wertloses Leben. Der Streit zwischen den beiden eskaliert und Tub zieht enttäuscht davon.
In der nächsten Nacht war Jim alleine mit Jack, Blinky und ARRRGH!!! unterwegs, um gegen die sogenannten Rosttrolle zu kämpfen, die einen besonders guten Geruchssinn hatten und Orte des Zerfalls aufsuchten. Zunächst gelang es den Trolljägern, einige der Trolle umzubringen, doch die beiden letzten konnten fliehen. Und da die entkommenen Trolle nun die Höhle von Jack aufsuchen und besetzen würden, brauchten sie eine neue Unterkunft. Schließlich nahm Tub ARRRGH!!! widerwillig bei sich auf, während sich Blinky in Jims Schrank versteckte und Jack von Jim Klamotten forderte, damit er als normaler Junge unbemerkt durch die Stadt laufen konnte.
Am Montag fiel Jim auf, dass in der Schule ein paar Kinder fehlten. Normalerweise war das nichts Außergewöhnliches, doch durch das, was er über Gunmar wusste, hatte das eine ganz andere Bedeutung. Die nächsten Nächte verbrachte Jim mit der Jagd gegen unterschiedliche Trolle, während er am Tag erschöpft mit den Aufgaben eines normalen Schülers zu kämpfen hatte. Als Jim und Jack mittwochnachts zurückkamen, saß Jims Vater überraschenderweise vor dem Fernseher und sah sich das Video von der Babykamera an, wodurch er von Jack und den Trollen erfuhr.
Als Jim am Donnerstag in der Schule ankam, sah er, dass Tub erneut von Steve schikaniert wurde. Jim forderte Steve auf, Tub in Ruhe zulassen, doch als Steve begann, Jim damit zu provozieren, dass er der neue Romeo sei und sich gut um Claire kümmern würde, verließ ihn sein Mut. Doch dann kam Claire hinzu, unterstützte Jim und beschimpfte Steve, woraufhin dieser gedemütigt abzog. Tub hatte sich bereits in Sicherheit gebracht, aber Claire stand noch da und bot Jim Nachhilfe in Mathe an, da sie mitbekommen hatte, dass er bei dem Test morgen mindestens 88 % erreichen musste.
Es dauerte knapp zwei Stunden, bis Claires Nachhilfe Erfolg zeigte und die beiden ins Gespräch kamen. Jim erzählt Claire, wie seine Mutter ihn damals verlassen hat und wie er mit der ständigen Unsicherheit seines Vaters klarkommt, während Claire, angesprochen auf ihr perfektes Leben, offenbart, dass sie, auch wenn es ihre Eltern wollten, genau dieses perfekte Leben gar nicht führen wollte. Schließlich kamen sich die beiden näher und küssten sich. Doch der Moment wurde durch Jims klingelndes Telefon unterbrochen. Jim ging mit dem Telefon in die Küche und sein Vater sagte ihm, dass er nach der Begegnung mit Jack heute Morgen erst einmal Zeit für sich brauchte, aber bald zu Hause sein wird. Gerade als das Gespräch zu Ende war, hörte Jim einen Schrei von Claire, doch als er zurück ins Esszimmer kam, war Claire verschwunden. Jim eilte daraufhin in sein Zimmer, wo er aber nur noch sah, wie sich der Boden unter seinem Bett verschloss.

### Vierter Teil: Die Schlacht der Gefallenen Blätter
In der Zwischenzeit waren auch Blinky und Jack zu Jim herbeigeeilt und begannen, den Boden zu untersuchen. Doch Gunmars Trolle, genannt Gumm-Gumms, die Claire entführt hatten, hatten ihren Weg mit verschiedenen Düften verschleiert, weshalb sie einen anderen Eingang brauchten. Gerade als sie das Haus verlassen wollten, stellte Jim fest, dass sein Vater wieder zu Hause war. Jims Vater wollte ihn erst nicht gehen lassen, doch als Jim ihm erklärte, dass er kämpfen müsse und es nun seine Aufgabe als Trolljäger sei, akzeptierte er es reglos. Jack schnappte sich daraufhin die Schlüssel für den Lieferwagen und fuhr zu Tubs Haus, um ARRRGH!!! abzuholen. Doch zu Jims großer Freude war dieses Mal auch Tub wieder mit dabei.
Als sie schließlich an der Holland Transit Bridge ankamen, machten sich Jack und die Trolle auf die Suche nach einem Eingang in die Trollwelt. Nach einer halben Stunde fand Jack einen, doch er konnte ihn nicht öffnen. ARRRGH!!! nahm daraufhin Gunmars Auge, welches er seit dem letzten Kampf gegen ihn mit sich in einer Pappschachtel trug, und setzte es sich ein, um damit in Gumars Willen einzudringen. Schließlich öffneten sich mehrere Eingänge und ARRRGH!!! riss sich das Auge mit Jims Hilfe wieder heraus, woraufhin sich dieses auf den Weg in Richtung des nun letzten geöffneten Eingangs machte, dem die Trolljäger daraufhin folgten.
Nach vier Stunden gelang es den Trolljägern, das Auge einzuholen, doch kurz darauf entkam es ihnen, weshalb sich der weitere Weg als äußerst schwierig erwies. Als sie an einer weiteren Weggabelung standen und Jack schon völlig verzweifelt war, entdeckte Tub in Richtung des mittleren Gangs einen pinken Fetzen. Jim erkannte den Fetzen sofort als ein Stück von Claires Rucksack wieder und folgte der Spur aus weiteren Stoffstücken, bis zum letzten Fetzen, welchen sie direkt vor der Höhle der Gumm-Gumms fanden.
Gerade als die Trolljäger in der Höhle angekommen waren und Gunmar entdeckten, schickte dieser bereits seine Gumm-Gumms in den Kampf. Während sich ARRRGH!!!, Blinky und Jack direkt in die Schlacht stürzten, machten sich Jim und Tub derweil auf den Weg zu Claire und den weiteren Kindern, deren Köpfe hinter Gunmars Thron hervorschauten. Nachdem Jim und Tub bei den Kindern angekommen waren, befreite Jim zunächst Claire, die, so wie die anderen Kinder, bis zum Kopf in Erde eingegraben war, und schließlich Jim und Tub half, die restlichen 17 Kinder zu befreien. Die Gumm-Gumms wurden bereits weniger, weshalb sich ARRRGH!!! nun direkt auf den Weg zu Gunmar machen wollte. Doch plötzlich spürten sie ein sanftes Stechen und kurz darauf standen sie alle mitten auf dem Footballplatz von San Bernardino. Es war genau der Moment, in dem die Killlaheed Brücke fertiggestellt wurde.
Das Footballspiel und Highlight des Stadtfests war schon fast zu Ende und die Zuschauer brauchten einen kurzen Moment, um zu realisieren, was passiert war. Doch gerade als sie die Flucht ergreifen wollten, entdeckten sie die schreienden Kinder und eilten zu ihnen auf den Platz. Jack, der derweil zum Kampf überging, gelang es schließlich Gunmars Bauch aufzuschneiden, aus welchem zu seinem Erschüttern nun aber lauter kleine Babytrolle herauskamen. Die Kinder versuchten sie erst totzutrampeln, doch es waren zu viele. Blinky und ARRRGH!!! waren durch den Kampf bereits schwer verletzt worden, und der Kampf schien aussichtslos. Doch dann tauchte plötzlich Jims Vater mit seinem Industrierasenmäher auf und riss mit diesem unzählige Babytrolle in den Tod. Gunmar schien den Tod jeden Babys zu spüren, und so gingen sie erneut zum Angriff über. Auch Claire beteiligte sich am Kampf und warf Gunmar ein Schwert aus der Romeo und Julia Kulisse direkt in sein offenes Maul, aus dem unmittelbar schwarzes Blut floss. Jims Versuch, Gunmar zu töten, misslang, doch gerade als Gunmar Jim zerquetschen wollte, kam ihm ARRRGH!!! zur Hilfe und hielt Gunmar fest. Gunmar hatte bereits seine Stacheln ausgefahren und ARRRGH!!! mehrfach durchstoßen, doch mit letzter Kraft nahm sie den Felsbrocken, der bisher ihren Kopf geziert hatte, und brach damit Gunmars Schädel in zwei.
Jetzt war es an Jim, den Kampf gegen Gunmar ein für alle Mal zu beenden, und nachdem Jim Gunmars lebensrelevante Orange entfernt hatte, versammelten sich die Trolljäger bei ARRRGH!!!, die bei dem Kampf ihr Leben verloren hatte. Mit jeder Menge helfender Hände richteten sie ARRRGH!!! auf, sodass sie bei Sonnenaufgang zu einer steinernen Statue werden konnte und damit für immer als Denkmal an diese eine Nacht erinnern würde. Anschließend machte sich Jim auf den Weg zu Claire und entschuldigte sich dafür, dass sie entführt wurde und das Theaterstück nun ruiniert wäre. Doch Claire war ihm nicht böse und so begangen sie einander Verse aus Romeo und Julia vorzutragen und umarmten und küssten sich.

## Rezeption
„Dieses Abenteuer ist nichts für Feiglinge!“

„Das Erzähltempo ist rasant, die Sprache anschaulich.“

## Ausgaben

### Textausgaben

#### Englische Ausgaben
- Guillermo del Toro, Daniel Kraus: Trollhunters. Disney-Hyperion, Glendale 2015, Gebundene Ausgabe (320 Seiten), ISBN 978-1-4231-2598-3.
- Guillermo del Toro, Daniel Kraus: Trollhunters. Disney-Hyperion, Glendale 2015, E-Book (320 Seiten), ISBN 978-1-4847-1086-9.
- Guillermo del Toro, Daniel Kraus: Trollhunters. Hot Key Books, London 2015, Gebundene Ausgabe (336 Seiten), ISBN 978-1-4714-0519-8.
- Guillermo del Toro, Daniel Kraus: Trollhunters. Hot Key Books, London 2015, E-Book (320 Seiten), ISBN 978-1-4714-0520-4.
- Guillermo del Toro, Daniel Kraus: Trollhunters. Hot Key Books, London 2015, Taschenbuch (322 Seiten), ISBN 978-1-4714-0527-3.
- Guillermo del Toro, Daniel Kraus: Trollhunters. Hot Key Books, London 2016, Taschenbuch (336 Seiten), ISBN 978-1-4714-0518-1.
- Guillermo del Toro, Daniel Kraus: Trollhunters. Disney-Hyperion, Glendale 2016, Taschenbuch (320 Seiten), ISBN 978-1-368-01218-8.

#### Deutsche Ausgaben
- Guillermo del Toro, Daniel Kraus: Trollhunters. Übersetzt von Felix Mayer. Heyne Verlag, München 2016, Gebundene Ausgabe (416 Seiten), ISBN 978-3-453-27049-7.
- Guillermo del Toro, Daniel Kraus: Trollhunters. Übersetzt von Felix Mayer. Heyne Verlag, München 2016, E-Book (416 Seiten), ISBN 978-3-641-18442-1.

### Hörbucher

#### Englische Fassung
- Guillermo del Toro, Daniel Kraus: Trollhunters. Gelesen von Kirby Heyborne. Recorded Books, Prince Frederick MD 2015, 9 CDs (ungekürzt, 615 Min.), ISBN 978-1-4906-9432-0.
- Guillermo del Toro, Daniel Kraus: Trollhunters. Gelesen von Kirby Heyborne. Recorded Books, Prince Frederick MD 2015, Download (ungekürzt, 615 Min.), ISBN 978-1-4906-9433-7.
- Guillermo del Toro, Daniel Kraus: Trollhunters. Gelesen von Kirby Heyborne. Recorded Books, Prince Frederick MD 2015, Download (ungekürzt, 615 Min.), ISBN 978-1-4906-9886-1.
- Guillermo del Toro, Daniel Kraus: Trollhunters. Gelesen von Joe Jameson. Bolinda Audio, Tullamarine 2016, 8 CDs (ungekürzt, 565 Min.), ISBN 978-1-4893-6982-6.
- Guillermo del Toro, Daniel Kraus: Trollhunters. Gelesen von Joe Jameson. Bolinda Audio, Tullamarine 2016, Download (ungekürzt, 565 Min.), ISBN 978-1-4893-8339-6.

#### Deutsche Fassung
- Guillermo del Toro, Daniel Kraus: Trollhunters. Übersetzt von Felix Mayer. Gelesen von Patrick Bach. Oetinger Media, Hamburg 2017, 2 MP3-CDs (ungekürzt, 634 Min.), ISBN 978-3-8373-0990-4.
- Guillermo del Toro, Daniel Kraus: Trollhunters. Übersetzt von Felix Mayer. Gelesen von Patrick Bach. Oetinger Media, Hamburg 2017, Download (ungekürzt, 634 Min.), ISBN 978-3-8373-6575-7.